# Церковь Святого Павла (Франкфурт-на-Майне)
Церковь Святого Павла (Па́ульскирхе, нем. Paulskirche) — храм во Франкфурте-на-Майне. Строилась с 1789 по 1833 на месте снесённой в 1786 г. средневековой Barfüßerkirche, и до 1944 г. являлась главной лютеранской церковью Франкфурта. В церкви Святого Павла с 1848 по 1849 годы заседали делегаты первого германского парламента — Франкфуртского национального собрания.
После бомбёжки 18 марта 1944 г. церковь сгорела. После Второй мировой войны она была восстановлена. В день сотой годовщины Франкфуртского национального собрания 18 мая 1948 г. церковь была открыта под названием Дом всех немцев (нем. Haus aller Deutscher). С этого момента она является национальным памятником и используется главным образом для общественных мероприятий.
В Паульскирхе проводится церемония вручения Премии мира немецких книготорговцев.